# Dive Dibosso
Dive Dibosso és un productor musical català. Es va donar a conèixer com a productor del grup de hip hop 7 notas 7 colores, amb el qual l'any 2000 va ser nominat als Grammy Llatins. A Espanya, ha produït temes amb els artistes de hip hop més destacats del país, entre els quals destaquen Mala Rodríguez, de la qual la cançó Yo marco el minuto (Yo gano/Universal, 00) es va convertir en el tema central de la pel·lícula Lucía y el sexo (2001), dirigida per Julio Medem.
Després de ser nominat als Premis Grammy, Dive va abandonar l'àmbit de la producció per centrar-se en la mescla i masterització a l'estudi que va obrir juntament amb Eddy Drammeh, tots dos fundadors i membres del grup Leon Drammaz. Al llarg de la seva trajectòria, ha treballat amb grups d'estils tan diferents com funk, hip hop, dance hall, pop o rumba, i ha realitzat la mescla i producció de veus en estudi de discos de La kinky Beat o Dorian, entre molts altres.
El 2012 va tornar a la producció, i va dur a terme el projecte Esperpento amb Lilo927, Franklin i Payaso Manchego. En aquesta nova etapa recorre als sintetitzadors analògics per crear en viu textures sonores.